# Енос (фрегат, 1831)
«Енос» (рос. «Энос») — вітрильний 60-гарматний фрегат Чорноморського флоту Російської імперії. Названий на згадку про зустріч 26 серпня 1829 року в порту Енос російських військ, що вийшли на берег Егейського моря, із загоном віцеадмірала графа Л. П. Гейдена.

## Історія
Закладений у Миколаєві у 1830 році на приватній верфі Михеїла Серебряного, головний будівник — інженер-генерал-майор корпуса корабельних інженерів М. І. Суровцов. Один із шести 60-гарматних фрегатів типу «Тенедос», побудованих у Миколаєві під наглядом адмірала і військового губернатора міста О. С. Грейга. За розмірами і озброєнням вони не сильно поступалися 74-гарматним лінійним кораблям і іноді іменувалися 60-гарматними кораблями.
Після спуску на воду 10 жовтня 1831 року увійшов до складу Чорноморського флоту Російської імперії з приписом до 28-го флотського екіпажу.
У 1833 році виходив у крейсерство до берегів Абхазії, сприяв військам кавказького окремого корпусу. Перебував у практичних і крейсерських плаваннях у Чорному морі в 1834—1837 роках: входив до складу особливого загону для огляду портів і брандвахтенних постів біля північно-східних берегів Чорного моря, перевозив війська для укомплектування чорноморських лінійних батальйонів.
Під час Кавказької війни у складі ескадр віцеадмірала М. П. Лазарєва і контрадмірала Ф. Г. Артюкова брав участь у створенні Кавказької укріпленої берегової лінії, висаджуючи десанти, що заснували укріплення в гирлах річок Сочі (14 квітня 1838 року з загоном Артюкова) та Цемес у Суджуцькій бухті (12 вересня 1838 року з ескадрою Лазарєва). Протягом 1839—1843 років крейсував біля кавказького узбережжя, доставляв війська і вантажі в укріплені пункти Кавказької лінії.
У 1845 році був приписаний до Севастопольського порту і переобладнаний в блокшив для проживання на ньому нижніх чинів 13-го ластового екіпажу.

## Командири
- В. А. Батюшков (1832—1833);
- С. О. Стерленгов (1834—1836);
- П. М. Вукотич (1837—1838);
- М. Д. Варницький (1839—1843).